# 約瑟·詹金斯·羅拔斯
約瑟·詹金斯·羅拔斯（英語：Joseph Jenkins Roberts，1809年3月15日—1876年2月24日）是利比里亞的第一任（1848年1月3日－1856年1月7日）和第七任（1872年1月1日－1876年1月3日）總統。

## 生平
羅勃茲是非歐混血的自由人。他成長於美國諾福克市，曾於諾福克學院（Norfolk Academy）及摩里中學（Maury High School）就讀。之後他搬到維吉尼亞州彼得斯堡市，在家人的船公司工作。1829年，他和家人到利比里亞定居，在蒙羅維亞開了一間店鋪。在1839年他成為利比里亞副總督，並於1841年成為總督。1847年7月26日，他幫助利比里亞獨立，是為利比里亞之父。在1848年他成為該國的第一任總統。
羅勃茲在1856年離任，但在1871年，第五任總統愛德華·詹姆斯·羅伊因為試圖除消下一屆總統選舉並藉此連任，忠於共和黨的勢力遂發動政變，把羅伊罷免。羅勃茲作為共和黨的領袖贏了總統選舉並再次成為利比里亞總統，期间，他在美国军队的支持下镇压了圣佩德罗地区（今属象牙海岸）一带土著部落的起义:87，雖然他的任期是到1876年，但在1875年已因病而無法履行職務，並在卸任不久後辭世。
位於賴比瑞亞蒙羅維亞的羅勃茲國際機場是為紀念羅勃茲而命名的。

## 外部連結
- Liberia Past and Present （页面存档备份，存于）: J. J. Roberts (英語)